# Scusi lei è vergine?
Scusi lei è vergine? (Dulcima) è un film drammatico del 1971 diretto da Frank Nesbitt, tratto dal romanzo breve Dulcima di H. E. Bates.
È stato presentato in concorso alla 21ª edizione del Festival di Berlino.

## Trama
Dulcima è una ragazza povera che capita per caso nella fattoria del cinquantenne Mr. Parker. Da quando è rimasto vedovo, l'uomo esce solo per gestire i suoi traffici nel corso di aste rurali e la giovane inizia ad occuparsi della fattoria, inizialmente senza secondi fini. Una volta scoperto però che Parker nasconde in casa una grande somma di denaro, Dulcima lo circuisce e diventa la sua amante. Parker le chiede di sposarlo ma la ragazza si innamora di un giovane guardacaccia e gli eventi prendono una piega drammatica.

## Luoghi delle riprese
Oltre che nei Thorn-EMI Elstree Studios di Borehamwood, il film è stato girato in alcune località del Gloucestershire, tra cui Dursley, Minchinhampton, Nailsworth, Tetbury e Uley.

## Distribuzione
Dopo l'anteprima al Festival di Berlino, il film venne distribuito nel Regno Unito nel dicembre 1971 e negli Stati Uniti a partire dal 20 settembre 1972.